# World Cup 2011 (Tischtennis)
| 2010 ← World Cup → 2012 | 2010 ← World Cup → 2012         | 2010 ← World Cup → 2012       |
| ----------------------- | ------------------------------- | ----------------------------- |
|                         | Männer                          | Frauen                        |
| Datum                   | 28.–30.09.                      | 21.–23.09.                    |
| Ort                     | Paris                           | Singapur                      |
| Auflage                 | 32                              | 15                            |
| Sieger                  | Zhang Jike Wang Hao Joo Se-hyuk | Ding Ning Li Xiaoxia Tie Yana |

Der Tischtennis-World Cup 2011 fand für die Männer in seiner 32. Austragung vom 11. bis 13. November im französischen Paris und für die Frauen in seiner 15. Austragung vom 28. bis 30. Oktober in Singapur statt. Gold ging an Zhang Jike und Ding Ning aus China.

## Modus
An jedem Wettbewerb nahmen 19 Sportler teil. Die 15 in der Weltrangliste bestplatzierten Teilnehmer nahmen, aufgeteilt auf vier Gruppen mit je vier Sportlern, an der World-Cup-Gruppenphase teil. Die übrigen vier Teilnehmer spielten in der ICC-Gruppe den verbliebenen sechzehnten Gruppenplatz aus. Die Gruppenersten und -zweiten rückten in die im K.O.-Modus ausgetragene Hauptrunde vor. Die Halbfinal-Verlierer trugen ein Spiel um Platz 3 aus.

## Teilnehmer
Die erste Spalte gibt die Abschlussplatzierung an, die Spalten „WRL-Pos.“ die für die Setzung relevante Weltranglistenposition (gelb markiert die direkt für die Gruppenphase gesetzten 15 Spieler und 15 Spielerinnen).
| Pos. | Männer               | WRL-Pos. | TN | Frauen                | WRL-Pos. | TN |
| ---- | -------------------- | -------- | -- | --------------------- | -------- | -- |
| 1    | Zhang Jike           | 3        | 2  | Ding Ning             | 2        | 1  |
| 2    | Wang Hao             | 2        | 8  | Li Xiaoxia            | 1        | 4  |
| 3    | Joo Se-hyuk          | 10       | 7  | Tie Yana              | 11       | 10 |
| 4    | Jun Mizutani         | 7        | 3  | Feng Tianwei          | 4        | 4  |
| 5    | Timo Boll            | 4        | 10 | Jiang Huajun          | 14       | 5  |
| 5    | Adrien Mattenet      | 24       | 1  | Kim Kyung-ah          | 16       | 8  |
| 5    | Oh Sang-eun          | 13       | 6  | Wang Yuegu            | 9        | 5  |
| 5    | Dimitrij Ovtcharov   | 12       | 4  | Wu Jiaduo             | 17       | 2  |
| 9    | Chuang Chih-Yuan     | 14       | 10 | Ai Fukuhara           | 8        | 6  |
| 9    | Christophe Legoût    | 98       | 2  | Sayaka Hirano         | 12       | 3  |
| 9    | Ko Lai Chak          | 51       | 1  | Kasumi Ishikawa       | 7        | 1  |
| 9    | Gustavo Tsuboi       | 107      | 1  | Li Jiawei             | 18       | 9  |
| 13   | Seiya Kishikawa      | 17       | 1  | Li Jiao               | 15       | 4  |
| 13   | Vladimir Samsonov    | 9        | 13 | Wiktoryja Paulowitsch | 27       | 4  |
| 13   | Alexei Smirnow       | 23       | 4  | Shen Yanfei           | 23       | 1  |
| 13   | Tang Peng            | 22       | 2  | Wu Xue                | 56       | 4  |
| 17   | William Henzell      | 146      | 4  | Ariel Hsing           | 164      | 1  |
| 18   | Ahmed Saleh          | 127      | 5  | Li Karen              | 176      | 3  |
| 19   | Peter-Paul Pradeeban | 325      | 5  | Dina Meshref          | 242      | 1  |

## Männer

### ICC-Gruppe
|                 | Ergebnis |                      |
| --------------- | -------- | -------------------- |
| Gustavo Tsuboi  | 4:0      | Peter-Paul Pradeeban |
| Ahmed Saleh     | 4:3      | William Henzell      |
| Gustavo Tsuboi  | 3:4      | William Henzell      |
| Ahmed Saleh     | 4:2      | Peter-Paul Pradeeban |
| Gustavo Tsuboi  | 4:1      | Ahmed Saleh          |
| William Henzell | 4:1      | Peter-Paul Pradeeban |

| Platz | Spieler              | Spiele | Sätze | Punkte |
| ----- | -------------------- | ------ | ----- | ------ |
| 1     | Gustavo Tsuboi       | 3      | 11:5  | 5      |
| 2     | William Henzell      | 3      | 11:8  | 5      |
| 3     | Ahmed Saleh          | 3      | 9:9   | 5      |
| 4     | Peter-Paul Pradeeban | 3      | 3:12  | 3      |

### Gruppenphase

#### Gruppe 1
|             | Ergebnis |                   |
| ----------- | -------- | ----------------- |
| Wang Hao    | 4:2      | Tang Peng         |
| Joo Se-hyuk | 4:0      | Christophe Legoût |
| Wang Hao    | 4:2      | Joo Se-hyuk       |
| Tang Peng   | 3:4      | Christophe Legoût |
| Joo Se-hyuk | 4:1      | Tang Peng         |
| Wang Hao    | 4:0      | Christophe Legoût |

| Platz | Spieler           | Spiele | Sätze | Punkte |
| ----- | ----------------- | ------ | ----- | ------ |
| 1     | Wang Hao          | 3      | 12:4  | 6      |
| 2     | Joo Se-hyuk       | 3      | 10:5  | 5      |
| 3     | Christophe Legoût | 3      | 4:11  | 4      |
| 4     | Tang Peng         | 3      | 6:12  | 3      |

#### Gruppe 2
|                    | Ergebnis |                    |
| ------------------ | -------- | ------------------ |
| Zhang Jike         | 4:2      | Alexei Smirnow     |
| Dimitrij Ovtcharov | 4:0      | Gustavo Tsuboi     |
| Zhang Jike         | 4:3      | Dimitrij Ovtcharov |
| Alexei Smirnow     | 1:4      | Gustavo Tsuboi     |
| Dimitrij Ovtcharov | 4:3      | Alexei Smirnow     |
| Zhang Jike         | 4:1      | Gustavo Tsuboi     |

| Platz | Spieler            | Spiele | Sätze | Punkte |
| ----- | ------------------ | ------ | ----- | ------ |
| 1     | Zhang Jike         | 3      | 12:6  | 6      |
| 2     | Dimitrij Ovtcharov | 3      | 11:7  | 5      |
| 3     | Gustavo Tsuboi     | 3      | 5:9   | 4      |
| 4     | Alexei Smirnow     | 3      | 6:12  | 3      |

#### Gruppe 3
|                 | Ergebnis |                 |
| --------------- | -------- | --------------- |
| Timo Boll       | 4:0      | Seiya Kishikawa |
| Oh Sang-eun     | 3:4      | Ko Lai Chak     |
| Timo Boll       | 4:2      | Oh Sang-eun     |
| Seiya Kishikawa | 4:3      | Ko Lai Chak     |
| Oh Sang-eun     | 4:0      | Seiya Kishikawa |
| Timo Boll       | 4:1      | Ko Lai Chak     |

| Platz | Spieler         | Spiele | Sätze | Punkte |
| ----- | --------------- | ------ | ----- | ------ |
| 1     | Timo Boll       | 3      | 12:3  | 6      |
| 2     | Oh Sang-eun     | 3      | 9:8   | 4      |
| 3     | Ko Lai Chak     | 3      | 8:11  | 4      |
| 4     | Seiya Kishikawa | 3      | 4:11  | 4      |

#### Gruppe 4
|                                              | Ergebnis |                    |
| -------------------------------------------- | -------- | ------------------ |
| Jun Mizutani                                 | 4:3      | Chuang Chih-Yuan   |
| Uladsimir Samsonau (engl. Vladimir Samsonov) | 3:4      | Adrien Mattenet    |
| Jun Mizutani                                 | 1:4      | Uladsimir Samsonau |
| Chuang Chih-Yuan                             | 2:4      | Adrien Mattenet    |
| Uladsimir Samsonau                           | 1:4      | Chuang Chih-Yuan   |
| Jun Mizutani                                 | 4:0      | Adrien Mattenet    |

| Platz | Spieler                                      | Spiele | Sätze | Punkte |
| ----- | -------------------------------------------- | ------ | ----- | ------ |
| 1     | Jun Mizutani                                 | 3      | 9:7   | 5      |
| 2     | Adrien Mattenet                              | 3      | 8:9   | 5      |
| 3     | Chuang Chih-Yuan                             | 3      | 9:9   | 4      |
| 4     | Uladsimir Samsonau (engl. Vladimir Samsonov) | 3      | 8:9   | 4      |

### Hauptrunde
|  | Viertelfinale      | Viertelfinale |             |             | Halbfinale       | Halbfinale |  |  | Finale | Finale |
|  |                    |               |             |             |                  |            |  |  |        |        |
|  |                    |               |             |             |                  |            |  |  |        |        |
|  | Wang Hao           | 4             |             |             |                  |            |  |  |        |        |
|  | Wang Hao           | 4             |             |             |                  |            |  |  |        |        |
|  | Dimitrij Ovtcharov | 1             |             |             |                  |            |  |  |        |        |
|  | Dimitrij Ovtcharov | 1             | Wang Hao    | 4           |                  |            |  |  |        |        |
|  |                    |               | Wang Hao    | 4           |                  |            |  |  |        |        |
|  |                    | Jun Mizutani  | 1           |             |                  |            |  |  |        |        |
|  | Oh Sang-eun        | Jun Mizutani  | 1           | 3           |                  |            |  |  |        |        |
|  | Oh Sang-eun        |               |             | 3           |                  |            |  |  |        |        |
|  | Jun Mizutani       | 4             |             |             |                  |            |  |  |        |        |
|  |                    |               | Wang Hao    | 2           |                  |            |  |  |        |        |
|  |                    |               |             | Zhang Jike  | 4                |            |  |  |        |        |
|  | Timo Boll          | 3             |             |             |                  |            |  |  |        |        |
|  | Joo Se-hyuk        | 4             |             |             |                  |            |  |  |        |        |
|  | Joo Se-hyuk        | 4             | Joo Se-hyuk | 0           |                  |            |  |  |        |        |
|  |                    |               | Joo Se-hyuk | 0           | Spiel um Platz 3 |            |  |  |        |        |
|  |                    | Zhang Jike    | 4           |             |                  |            |  |  |        |        |
|  | Adrien Mattenet    | Zhang Jike    | 4           | 0           | Jun Mizutani     | 0          |  |  |        |        |
|  | Adrien Mattenet    |               |             | 0           | Jun Mizutani     | 0          |  |  |        |        |
|  | Zhang Jike         | 4             |             | Joo Se-hyuk | 4                |            |  |  |        |        |
|  | Zhang Jike         | 4             |             |             | 4                |            |  |  |        |        |
|  |                    |               |             |             |                  |            |  |  |        |        |

## Frauen

### ICC-Gruppe
|             | Ergebnis |              |
| ----------- | -------- | ------------ |
| Wu Xue      | 4:3      | Li Karen     |
| Ariel Hsing | 4:0      | Dina Meshref |
| Ariel Hsing | 4:0      | Li Karen     |
| Wu Xue      | 4:0      | Dina Meshref |
| Wu Xue      | 4:2      | Ariel Hsing  |
| Li Karen    | 4:3      | Dina Meshref |

| Platz | Spieler      | Spiele | Sätze | Punkte |
| ----- | ------------ | ------ | ----- | ------ |
| 1     | Wu Xue       | 3      | 12:5  | 6      |
| 2     | Ariel Hsing  | 3      | 10:4  | 5      |
| 3     | Li Karen     | 3      | 7:11  | 4      |
| 4     | Dina Meshref | 3      | 3:12  | 3      |

### Gruppenphase

#### Gruppe 1
|              | Ergebnis |              |
| ------------ | -------- | ------------ |
| Li Xiaoxia   | 4:0      | Kim Kyung-ah |
| Ai Fukuhara  | 4:1      | Shen Yanfei  |
| Li Xiaoxia   | 4:0      | Ai Fukuhara  |
| Kim Kyung-ah | 4:1      | Shen Yanfei  |
| Li Xiaoxia   | 4:0      | Shen Yanfei  |
| Ai Fukuhara  | 2:4      | Kim Kyung-ah |

| Platz | Spieler      | Spiele | Sätze | Punkte |
| ----- | ------------ | ------ | ----- | ------ |
| 1     | Li Xiaoxia   | 3      | 12:0  | 6      |
| 2     | Kim Kyung-ah | 3      | 8:7   | 5      |
| 3     | Ai Fukuhara  | 3      | 6:9   | 4      |
| 4     | Shen Yanfei  | 3      | 2:12  | 3      |

#### Gruppe 2
|            | Ergebnis |            |
| ---------- | -------- | ---------- |
| Ding Ning  | 4:0      | Li Jiao    |
| Wang Yuegu | 4:2      | Li Jiawei  |
| Ding Ning  | 4:2      | Wang Yuegu |
| Li Jiao    | 0:4      | Li Jiawei  |
| Ding Ning  | 4:2      | Li Jiawei  |
| Wang Yuegu | 4:0      | Li Jiao    |

| Platz | Spieler    | Spiele | Sätze | Punkte |
| ----- | ---------- | ------ | ----- | ------ |
| 1     | Ding Ning  | 3      | 12:4  | 6      |
| 2     | Wang Yuegu | 3      | 10:6  | 5      |
| 3     | Li Jiawei  | 3      | 8:8   | 4      |
| 4     | Li Jiao    | 3      | 0:12  | 3      |

#### Gruppe 3
|               | Ergebnis |               |
| ------------- | -------- | ------------- |
| Feng Tianwei  | 4:1      | Jiang Huajun  |
| Sayaka Hirano | 4:1      | Wu Xue        |
| Feng Tianwei  | 4:2      | Sayaka Hirano |
| Jiang Huajun  | 4:0      | Wu Xue        |
| Feng Tianwei  | 4:0      | Wu Xue        |
| Sayaka Hirano | 2:4      | Jiang Huajun  |

| Platz | Spieler       | Spiele | Sätze | Punkte |
| ----- | ------------- | ------ | ----- | ------ |
| 1     | Feng Tianwei  | 3      | 12:3  | 6      |
| 2     | Jiang Huajun  | 3      | 9:6   | 5      |
| 3     | Sayaka Hirano | 3      | 8:9   | 4      |
| 4     | Wu Xue        | 3      | 1:12  | 3      |

#### Gruppe 4
|                 | Ergebnis |                       |
| --------------- | -------- | --------------------- |
| Kasumi Ishikawa | 1:4      | Wu Jiaduo             |
| Tie Yana        | 1:4      | Wiktoryja Paulowitsch |
| Kasumi Ishikawa | 3:4      | Tie Yana              |
| Wu Jiaduo       | 4:2      | Wiktoryja Paulowitsch |
| Kasumi Ishikawa | 4:1      | Wiktoryja Paulowitsch |
| Tie Yana        | 4:1      | Wu Jiaduo             |

| Platz | Spieler               | Spiele | Sätze | Punkte |
| ----- | --------------------- | ------ | ----- | ------ |
| 1     | Tie Yana              | 3      | 9:8   | 5      |
| 2     | Wu Jiaduo             | 3      | 9:7   | 5      |
| 3     | Kasumi Ishikawa       | 3      | 8:9   | 4      |
| 4     | Wiktoryja Paulowitsch | 3      | 7:9   | 4      |

### Hauptrunde
|  | Viertelfinale | Viertelfinale |              |              | Halbfinale       | Halbfinale |  |  | Finale | Finale |
|  |               |               |              |              |                  |            |  |  |        |        |
|  |               |               |              |              |                  |            |  |  |        |        |
|  | Li Xiaoxia    | 4             |              |              |                  |            |  |  |        |        |
|  | Li Xiaoxia    | 4             |              |              |                  |            |  |  |        |        |
|  | Wang Yuegu    | 2             |              |              |                  |            |  |  |        |        |
|  | Wang Yuegu    | 2             | Li Xiaoxia   | 4            |                  |            |  |  |        |        |
|  |               |               | Li Xiaoxia   | 4            |                  |            |  |  |        |        |
|  |               | Tie Yana      | 2            |              |                  |            |  |  |        |        |
|  | Jiang Huajun  | Tie Yana      | 2            | 1            |                  |            |  |  |        |        |
|  | Jiang Huajun  |               |              | 1            |                  |            |  |  |        |        |
|  | Tie Yana      | 4             |              |              |                  |            |  |  |        |        |
|  |               |               | Li Xiaoxia   | 1            |                  |            |  |  |        |        |
|  |               |               |              | Ding Ning    | 4                |            |  |  |        |        |
|  | Feng Tianwei  | 4             |              |              |                  |            |  |  |        |        |
|  | Wu Jiaduo     | 2             |              |              |                  |            |  |  |        |        |
|  | Wu Jiaduo     | 2             | Feng Tianwei | 1            |                  |            |  |  |        |        |
|  |               |               | Feng Tianwei | 1            | Spiel um Platz 3 |            |  |  |        |        |
|  |               | Ding Ning     | 4            |              |                  |            |  |  |        |        |
|  | Kim Kyung-ah  | Ding Ning     | 4            | 0            | Tie Yana         | 4          |  |  |        |        |
|  | Kim Kyung-ah  |               |              | 0            | Tie Yana         | 4          |  |  |        |        |
|  | Ding Ning     | 4             |              | Feng Tianwei | 1                |            |  |  |        |        |
|  | Ding Ning     | 4             |              |              | 1                |            |  |  |        |        |
|  |               |               |              |              |                  |            |  |  |        |        |

## Sonstiges
Mit 10 World-Cup-Teilnahmen stellte Tie Yana bei den Frauen einen neuen Rekord auf.